# ستاماتيس سبانوداكيس (ملحن)
ستاماتيس سبانوداكيس (باليونانية: Σταμάτης Σπανουδάκης)‏؛ هو مؤلف موسيقي كلاسيكي يوناني، درس الغيتار الكلاسيكي (موسيقى الروك) ودرس الموسيقى البيزنطية، يعد من أبرز الموسيقيين في اليونان.

## روابط خارجية
ستاماتيس سبانوداكيس على موقع IMDb (الإنجليزية)
- ستاماتيس سبانوداكيس على موقع ميوزك برينز (الإنجليزية)
- ستاماتيس سبانوداكيس على موقع أول موفي (الإنجليزية)
- ستاماتيس سبانوداكيس على موقع قاعدة بيانات الأفلام السويدية (السويدية)
- ستاماتيس سبانوداكيس على موقع ديسكوغز (الإنجليزية)
- ستاماتيس سبانوداكيس على موقع قاعدة بيانات الفيلم (الإنجليزية)
- ستاماتيس سبانوداكيس على موقع كينوبويسك (الروسية)